# جيمس ويستمورلاند
جيمس ويستمورلاند (بالإنجليزية: James Westmoreland)‏ مواليد 24 يونيو 1988 في كينغستون أبون هل، إيست رايدينج أوف يوركشير، هو متسابق دراجات نارية إنجليزي. نافس في بطولة العالم للسوبرسبورت وبطولة سوبربايك البريطانية وحقق المركز السابع فيها سنة 2012.

## إحصائيات المسيرة

### بطولة العالم للسوبرسبورت
| السنة | صانع  | 1        | 2   | 3       | 4      | 5       | 6          | 7      | 8          | 9           | 10     | 11      | 12      | 13    | 14       | مركز | نقاط | مرجع  |
| ----- | ----- | -------- | --- | ------- | ------ | ------- | ---------- | ------ | ---------- | ----------- | ------ | ------- | ------- | ----- | -------- | ---- | ---- | ----- |
| 2009  | تريمف | أستراليا | قطر | إسبانيا | هولندا | إيطاليا | ج. أفريقيا | أمريكا | سان مارينو | بريطانيا 11 | التشيك | ألمانيا | إيطاليا | فرنسا | البرتغال | 27   | 5    | [ 1 ] |

## روابط خارجية
- جيمس ويستمورلاند على موقع MotoGP.com (الإنجليزية)
- جيمس ويستمورلاند على موقع WorldSBK.com (الإنجليزية)